# Сальне (Ніжинський район)
Са́льне — село в Україні, в Ніжинському районі Чернігівської області. Населення становить 714 осіб. Входить до складу Лосинівської селищної громади.

## Історія
1866 року у власницькому селі Сальне (Васильківка) Ніжинського повіту Чернігівської губернії мешкало 1207 осіб (611 чоловічої статі та 596 — жіночої), налічувалось 197 дворових господарства, існувала православна церква.
Станом на 1885 рік у колишньому державному та власницькому селі Галицької волості мешкало 1544 особи, налічувалось 257 дворових господарств, існувала православна церква, школа, постоялий двір, 2 постоялих будинки, лавка, вітряний млин.
За переписом 1897 року кількість мешканців зросла до 1995 осіб (979 чоловічої статі та 1016 — жіночої), з яких 1992 — православної віри.
12 червня 2020 року, відповідно до розпорядження Кабінету Міністрів України № 730-р «Про визначення адміністративних центрів та затвердження територій територіальних громад Чернігівської області», увійшло до складу Лосинівської селищної громади.
19 липня 2020 року, в результаті адміністративно-територіальної реформи та ліквідації Ніжинського(1923 - 2020) району, увійшло до складу новоутвореного Ніжинського району.

## Відомі люди
- Романова Одарка — українська письменниця кінця XIX ст. — початку XX ст.
- Анатолій Гунько — депутат ВРУ.